# 胡安·卡尔萨多
胡安·卡尔萨多（西班牙語：Juan Calzado，1937年3月16日—），西班牙男子曲棍球运动员。他曾代表西班牙参加1960年和1964年夏季奥林匹克运动会曲棍球比赛，其中1960年奥运会获得一枚铜牌。